# Aulnay-sur-Mauldre
Aulnay-sur-Mauldre település Franciaországban, Yvelines megyében. Lakosainak száma 1159 fő (2022. január 1.). Aulnay-sur-Mauldre Aubergenville, Bazemont, La Falaise, Maule és Nézel községekkel határos.

## Népesség
A település népességének változása:
| Lakosok száma | 1154 | 1146 | 1168 | 1140 | 1137 | 1142 | 1143 | 1137 | 1159 |
|               | 2013 | 2015 | 2016 | 2017 | 2018 | 2019 | 2020 | 2021 | 2022 |